# 曳庸
曳庸（?—?），春秋后期越国大臣。
越王勾践五年（前492年），大夫曳庸向越王勾践推荐：“大夫文种是国之栋梁，君主的臂膀。正如好马没有可以齐头奔驰，日月不可并照。君王把国事委托给文种，一定能正法令、举纲纪。”大夫曳庸表明自己的责任：“奉令受使，结和诸侯，通命达旨，赂往遗来，解忧释患，使无所疑，出不忘命，入不被尤：臣之事也。”勾践二十一年（前476年），大夫曳庸对勾践说：“审赏则可战也。审其赏，明其信，无功不及，有功必加，则士卒不怠。”勾践同意。勾践二十四年（前473年），勾践灭吴后，傲慢自矜，计研假装癫狂，曳庸、扶同、皋如等人，日益疏远，不亲于朝。